# 黃烈火
黃烈火（1912年1月10日—2010年3月21日），彰化鹿港人，臺灣企業家，是和泰汽車與味全食品的創辦人，同時也是和泰興業(大金工業台灣總代理) 和台灣諸多知名企業的創辦人之一，發展汽車及食品工業，對台灣現代經濟有著重大的貢獻。

## 生平
黃烈火於台灣日治時期，出生於臺中廳鹿港支廳鹿港區（今彰化縣鹿港鎮），幼年失怙，由寡母扶養長大。他是臺灣早期白手起家的企業家，1938年與五位朋友赴日本神戶創設「和泰洋行」，從事綿布和雜貨的貿易業務。後來改赴中國經商，接連與上海、長春、天津設立「和泰行」。
1945年，第二次世界大戰結束，黃烈火於1946年2月回到臺灣。1947年9月和泰商行在臺灣復業，並於上海、天津設立分行；翌年與日本豐田汽車、橫濱橡膠簽署臺灣地區代理權並投入交通事業。隨著創業有成，黃烈火接著在1953年創立和泰化學工業公司，以生產味精起家，翌年更名成「味全食品公司」。昔日味全享有「北味全、南統一」的盛名，也是臺灣第一家股票上市的食品公司。
1955年，和泰商行改組為和泰貿易。1959年，蘇燕輝進入和泰貿易。1963年，黄烈火與蘇燕輝創立和泰興業，以生產及外銷不鏽鋼餐具起家。1968年，和泰貿易改組為和泰汽車，黃烈火任董事長，蘇燕輝為總經理。1968年他卸下和泰汽車董事長之職務，交棒給當時總經理蘇燕輝。由於黃烈火與日本豐田家族有深厚的交情，蘇燕輝透過黃烈火，與豐田汽車建立緊密的合作關係。
1986年，黃烈火辭去味全董事長，由其長子黃克銘接任。退休後，黃烈火轉而全心投入公益事業，除在經營事業時設立的「純青社會福利基會」、「味全文教基金會」、「純青嬰幼兒營養研究基金會」外，更設立了「黃烈火社會福利基金會」。
1998年，頂新集團入主味全食品，黃烈火家族決定撤出對味全的經營。2010年3月21日，黃烈火因心肺功能衰竭，以百歲高齡在家中辭世。

## 生平簡歷
- 1912年1月10日：出生於彰化縣鹿港鎮。
- 1938年：創立神戶和泰洋行。
- 1941年：於上海設立和泰行。
- 1947年：創立台灣和泰商行（和泰汽車前身）。
- 1948年：取得日本豐田汽車、橫濱輪胎之臺灣代理權。
- 1953年：創立和泰化學工業公司。
- 1954年：和泰化學更名為味全食品公司，成為華人知名企業家。
- 1970年：遠赴美國發展，創立美國味全公司。
- 1986年：辭去味全食品董事長。
- 1998年：頂新入主味全食品。和泰汽車成為台灣汽車業龍頭。
- 2010年3月21日：當日下午，因心肺衰竭逝世於桃園市楊梅區味全埔心牧場家中，享壽98歲。

## 家庭
黃烈火有二位妻子。大房長子黃克銘。
二房生下黃南圖，黃南光。

## 內部連結
- 和泰汽車
- 味全
- 頂新集團